# Interscope Communications
Interscope Communications (também conhecida como Interscope Pictures) foi uma empresa produtora de filmes independente fundada em 1982 por Ted Field. O primeiro filme da empresa, Revenge of the Nerds, foi lançado em 1984 e teve grandes números em bilheteria.
A Interscope Communications já produziu 56 filmes, dos quais 14 são produções diretas para vídeo ou para televisão. Todos os filmes coproduzidos com a Orion Pictures e De Laurentiis Entertainment Group entre 1989 e 1991, bem como com a PolyGram Filmed Entertainment e Gramercy Pictures antes de 31 de março de 1996, são propriedade da Metro-Goldwyn-Mayer, que assumiu os estúdios separadamente. Os filmes coproduzidos com a PolyGram e Gramercy após 1 de abril de 1996 são propriedade da Universal Pictures.